# Théâtre en Actes
Théâtre en Actes a associé, de 1986 à 1994, au centre de Paris, école de comédiens, lieu de pratique amateur et espace pour la jeune création, 

## Genèse d'une démarche
S'appuyant sur son expérience de comédien, d'animateur culturel et d'enseignant, Lucien Marchal crée Théâtre en Actes, en jetant les bases d'une école de théâtre. Elle se singularise par un effectif réduit d'élèves, un nombre important d'heures de travail et la possibilité pour les élèves de se confronter au public et de créer des liens avec de jeunes créateurs. L'accent est mis sur l'enseignement des techniques de l'acteur : histoire du théâtre, masque, chant, aïkido, acrobatie... 
Le lieu disposant d'une salle de spectacles, il permet à la fois d'offrir un public aux élèves-comédiens, d'accueillir dans de bonnes conditions de jeunes artistes à la recherche d'une salle pour présenter leur travail à Paris et de les associer au cursus des élèves-comédiens. De nombreux compagnonnages se créent ainsi entre les élèves et les jeunes metteurs en scène. 
Très vite, Théâtre en Actes enrichit sa démarche en développant une pratique amateur. Cette activité  conduit à la création d'une troupe ainsi que d'un noyau de spectateurs fidèles au lieu et attentifs.
Après trois années, jeunes metteurs en scène, élèves-comédiens et comédiens amateurs sont impliqués dans des processus de formation et de création donnant naissance à des spectacles et à des modes d'enseignement originaux.

## Les lieux
En 1986, Théâtre en Actes s'installe au 112 rue Oberkampf dans un ancien cinéma de série B, reconverti alors en lieu de concerts rock, le Cithéa.
Le 11e arrondissement est alors en pleine mutation. Les ateliers de métallurgie cèdent la place à des lofts. Les voisins immédiats de Théâtre en Actes sont l'architecte Jean Nouvel, le compositeur Pascal Dusapin, l'écrivain Olivier Cadiot. C'est une lecture de  l'Art poétic'  devant les élèves-comédiens qui inaugure la collaboration d'Olivier Cadiot avec Ludovic Lagarde, alors élève de l'école. Théâtre en Actes participe et bénéficie de l'effervescence créatrice qui anime le quartier à cette époque.
En 1992, les murs de l'immeuble sont vendus. Théâtre en Actes doit déménager et continuer ses activités dans les locaux de l'association Confluences installée boulevard de Charonne dans le 20e arrondissement,,. 
En 1993, avec le soutien du ministère de la Culture, Théâtre en Actes devient Parenthèses et s'installe au 65 rue de Reuilly dans le 12e arrondissement dans un ancien lavoir de la fin du XIXe siècle.

## L'école d'art dramatique
Autour des élèves-comédiens, le projet prend forme et se développe en s'appuyant sur quelques principes :
"- il s'agit d'une école et non d'un cours ;
- la formation dure 3 ans ; elle est conçue en 3 temps : un temps pour apprendre, un temps pour se révolter, un temps pour choisir ;
- la classe est une troupe qui constitue la matrice au sein de laquelle l'acteur s'émancipe ;
- l'enseignement est dispensé par des artistes en activité ;
- l'école favorise la pluralité des enseignants et des esthétiques ;
- les élèves-comédiens côtoient quotidiennement des pratiques de création ;
- les élèves-comédiens bénéficient de la présence d'un vrai public de théâtre ;
- l'école exige des élèves-comédiens une éthique où la poétique de l'acteur l'emporte sur son savoir ;
- la formation technique est conçue comme outil au service de la création ;
- l'école encourage et soutient le compagnonnage avec de jeunes créateurs ;
- la formation aboutit systématiquement à la représentation ;
- l'école s'efforce de proposer à ses élèves-comédiens leurs premiers emplois."

## Événements marquants
En mai 1987, appliquant à lui-même le principe de l'école : "avant d'être enseignants tous les collaborateurs sont d'abord des artistes", Lucien Marchal joue  Pour ne pas finir d'après Le Chant du Cygne et Les Méfaits du tabac d'Anton Tchekhov. Thierry Bédard, jeune plasticien et régisseur, en réalise la scénographie. C'est l'occasion pour lui de s'exercer à la mise en scène qu'il cosigne avec Lucien Marchal. Ce spectacle marque le début d'une collaboration suivie entre les deux hommes.
En septembre 1989, la première promotion d'élèves-comédiens présente un spectacle de sortie mis en scène par Christian Schiaretti : Génération désinvolte d'après Alfred de Musset. C'est une des premières fois à Paris qu'une école d'art dramatique privée confie ses élèves-comédiens à un jeune metteur en scène. Le spectacle bénéficie d'une aide à la création de l'ADAMI pour être présenté au cœur de Paris, dans un vrai théâtre, permettant à l'école de rémunérer les élèves. Intéressé par l'esprit de troupe dans lequel les jeunes comédiens ont été formés, Christian Schiaretti emmène avec lui quelques-uns d'entre eux, dont Ludovic Lagarde et Laurent Poitrenaux, pour former le début d'une troupe permanente à la Comédie de Reims, à la direction de laquelle il vient d'être nommé. Issu de la même promotion, Benjamin Knobil animera au début des années 2000 la compagnie Nonante-trois établie à Lausanne, aujourd'hui implantée dans le paysage théâtral suisse.
Au printemps 1990, après le cycle Pathologies Verbales, l'Association Notoire, formée d'un groupe de jeunes artistes, propose, à l'initiative de Thierry Bédard, un cycle de spectacles sur le thème du corps humain et de ses maladies, sous le titre "Vive Valeque" . Les Mutilés d'Herman Ungar, mis en scène par Marc François, fait événement à Paris. Créés simultanément à Théâtre en Actes et au Théâtre de la Bastille, ces spectacles associent les élèves de l'école à leurs jeunes camarades fraîchement sortis des écoles d'art dramatique nationales.
Créé le 13 novembre 1990 et représenté un mois à Théâtre en Actes, Gaspacho un chien mort permet au public parisien de découvrir son auteur et metteur en scène : Olivier Py. Théâtre en Actes amorce, avec cette invitation, une politique des auteurs et confirme sa vocation à accueillir la jeune création. Olivier Py poursuivra sa collaboration en écrivant pour (et en dirigeant) les élèves de l'école (esquisse de La Chèvre). C'est à Parenthèses-Théâtre en Actes, deux ans plus tard, qu'il présente le croquis de La servante (Histoire sans fin) présenté en intégrale de 24 heures au Festival d'Avignon 1995.
En décembre 1991, après avoir été l'assistant de Christian Schiaretti à Reims, Ludovic Lagarde revient dans son école pour présenter sa première mise en scène : Trois Dramaticules de Samuel Beckett (Solo, Cette fois, L'impromptu d'Ohio). Ce spectacle est une coproduction entre un théâtre privé et une scène nationale : le Théâtre Granit de Belfort. Cette formule est reconduite, deux ans plus tard avec Sœurs et Frères d'Olivier Cadiot.
En janvier 1992, avec Les Prétendants, François Rancillac, dirige la troupe amateur de Théâtre en Actes et fait découvrir un aspect de l'écriture de Jean-Luc Lagarce dont la notoriété est naissante. Convaincu qu'aucun directeur d'une grande scène n'acceptera le texte, Lagarce, un an avant sa disparition, a la satisfaction de le voir présenté au public. Cette mise en scène confirme le projet de Théâtre en Actes : élèves-comédiens et comédiens amateurs sont à tour de rôle spectateurs et acteurs des créations de la maison.
En juin 1993, la création de Croisements divagations d'Eugène Durif au Théâtre de la Cité internationale dans une mise en scène de Joël Jouanneau constitue le spectacle de sortie de la 4e promotion de l'école. Théâtre en Actes inaugure une démarche nouvelle : 18 mois avant la sortie des élèves-comédiens, Lucien Marchal réunit Eugène Durif et Joël Jouanneau et propose au premier d'écrire un texte et au deuxième d'en préparer la mise en scène avec les acteurs. Il s'agit  d'une des premières commandes d'une école d'art dramatique à un auteur pour ses élèves-comédiens.
De 1993 à 1994 s'engage, à l'invitation de l'AFAA et sous l'impulsion de J.-J. Samary, un échange Tunisie-France. 12 élèves comédiens de Théâtre en Actes répètent sous la direction de Fadhel Jaïbi  "Black-Out" d'après "Douze hommes en colère" au Théâtre El Teatro de Tunis. 9 étudiants de l'ISAD (Institut supérieur d'art dramatique de Tunis) répètent Woyzeck, sous la direction de Lucien Marchal dans le fort de la Goulette à Tunis en plein air, où le spectacle est représenté en langue arabe en juin 1993. Puis, les étudiants tunisiens travaillent le masque avec Mario Gonzalez, à la Chartreuse de Villeneuve-lez-Avignon durant le Festival d'Avignon. Durant l'automne, les élèves-comédiens français répètent avec Fadhel Jaïbi à Parenthèses dans le lavoir de la rue de Reuilly. Black Out est ensuite représenté au Théâtre Jean-Vilar de Vitry et à l'Institut du monde arabe à Paris en octobre et novembre 1993 puis en janvier 1994 au théâtre municipal de Tunis.
Au printemps 1994, Théâtre en Actes propose à Jacques Lassalle de diriger un atelier avec les élèves-comédiens de la 6e promotion. À l'occasion du bicentenaire de la mort de Carlo Goldoni, il choisit de travailler L'École de Danse, texte peu connu, nouvellement traduit par Françoise Decroisette. La présence dans l'école d'un des grands metteurs en scène européens de Goldoni marque les derniers moments de Théâtre en Actes, alors devenu Parenthèses, qui ferme ses portes au début de l'été 1994. 
Malgré son caractère éphémère et expérimental, la dynamique créée par Théâtre en Actes a été saluée par la communauté théâtrale, soutenue par le public et finalement reconnue par la presse et les pouvoirs publics.

## Un théâtre dans la cité
Théâtre en Actes revendique la formule de Bertolt Brecht : "Ce qui est démocratique, c'est d'arriver à faire du "petit cercle des connaisseurs" "un grand cercle des connaisseurs"".
- Dès 1987, les premiers ateliers amateurs voient le jour. Animés par de jeunes artistes, ils accueillent des comédiens de tous âges. Trois ans après, la présence d'une centaine d'amateurs permet de fonder une véritable troupe qui, au fil des années, crée 8 spectacles et s'associe au travail des jeunes créateurs et des élèves comédiens.
- De 1988 à 1991, Théâtre en Actes organise, pour ses adhérents et pour les comités d'entreprise de la région parisienne, un séjour de découverte au Festival d'Avignon. À l'occasion de 7 "week-ends", 390 spectateurs bénéficient de conditions privilégiées : le voyage, l'hébergement, la réservation pour quelques spectacles majeurs dans le in et le off, des rencontres avec metteurs en scène et comédiens et des moments de liberté pour découvrir la ville ou d'autres spectacles.
- De 1987 à 1992, Théâtre en Actes, s'associant au projet "Ateliers Bleus" de la Ville de Paris, dispense des ateliers d'éveil et de pratique en milieu scolaire pour les enfants de l'école primaire. Les élèves-comédiens de 2e et 3e Année de Théâtre en Actes sont impliqués dans cette démarche d'animation. Ils sont ainsi confrontés à une expérience du public d'enfants… et ce travail contribue au financement de leurs études.
À cette démarche structurée, s'ajoutent, régulièrement, des sorties-spectacles proposées aux amateurs comme aux élèves-comédiens… C'est ainsi que les élèves-comédiens de Théâtre en Actes seront parmi les premiers spectateurs du Théâtre du Radeau (François Tanguy), alors encore inconnu du public.

## Revue de presse
Le Figaro - Vendredi 3 juillet 1992 - "Théâtre en Actes, vers une concertation" *
Libération - Lundi 6 juillet 1992 - "Théâtre en Actes II" - Jean-Pierre Thibaudat *
Le Parisien - Mercredi 8 juillet 1992 - "Le Théâtre en Actes cherche des murs" *
Politis - no 193 - 9 au 15 juillet 1992 - "Pitié pour les petites salles !" *
Cripure - no 3 -Eté 1992 - "Pour ne pas finir" - Jean-Pierre Han *
L'Humanité - Mardi 28 juillet 1992 - "Dernier Acte ?" - Achmy Halley *
Révolution - no 648 30 juillet-5 août 1992 - "L'utopie en actes" - Gérard Astor *
La Croix - Jeudi 24 juin 1993 - "L'amour en dérives" - Didier Méreuze *
Cripure - no 9 - juillet/août 1993 - "Parenthèses pour continuer" *
Revue bimestrielle Théâtre Public -  (ISSN 0335-2927) - no 133 janvier-février 1997 - "Le Prince, le peuple et son théâtre" - Lucien Marchal

## Liens
- SACD Moisson des auteurs Olivier Py